# Livermore
Pour les articles homonymes, voir Livermore (homonymie).
Livermore (anciennement Livermores, Livermore Ranch, et Nottingham) est une ville de Californie, située dans le comté d'Alameda. Lors du recensement de 2010, sa population s’élevait à 80 968 habitants. Livermore est traditionnellement considérée comme la dernière ville de la Région de la baie de San Francisco (San Francisco Bay Area) lorsque l'on se dirige vers l'est, avant d'entrer dans la Vallée Centrale de Californie.
Livermore abrite un grand centre de recherches nucléaires, le Laboratoire national de Lawrence Livermore (Laurence Livermore National Laboratory).
La caserne de pompiers de Livermore détient l'Ampoule centenaire, l'ampoule à filament la plus vieille du monde : celle-ci date de 1901 et illumine en permanence l'intérieur du garage de la caserne. Elle est souvent considérée comme une preuve a contrario de l'obsolescence programmée des produits modernes.

## Histoire
Elle a été fondée par William Mendenhall qui lui a donné le nom de son ami Robert Livermore, qui s'était installé comme fermier dans la région dans les années 1830.

## Géographie
Selon le bureau du recensement des États-Unis, Livermore a une superficie totale de 65,204 km2, dont 65,198 km2 de terre et 0,007 km2 d'eau.

### Climat
Les records de température sont de 46 °C, enregistré le 3 septembre 1950, et de −8 °C enregistré le 5 janvier 1961 et 9 décembre 1972.
| Mois                              | jan. | fév. | mars | avril | mai  | juin | jui. | août | sep. | oct. | nov. | déc. | année |
| --------------------------------- | ---- | ---- | ---- | ----- | ---- | ---- | ---- | ---- | ---- | ---- | ---- | ---- | ----- |
| Température minimale moyenne (°C) | 3    | 4    | 5    | 7     | 9    | 11   | 12   | 12   | 12   | 9    | 5    | 3    | 7,7   |
| Température maximale moyenne (°C) | 14   | 16   | 18   | 22    | 24   | 28   | 32   | 31   | 30   | 26   | 19   | 14   | 22,8  |
| Précipitations (mm)               | 75,4 | 62,7 | 54,6 | 25,4  | 11,2 | 2,8  | 0,5  | 1    | 5,6  | 17   | 39,1 | 65   | 360,3 |

| Diagramme climatique                                  |         |         |         |         |         |         |       |         |       |         |       |
| J                                                     | F       | M       | A       | M       | J       | J       | A     | S       | O     | N       | D     |
| 14375,4                                               | 16462,7 | 18554,6 | 22725,4 | 24911,2 | 28112,8 | 32120,5 | 31121 | 30125,6 | 26917 | 19539,1 | 14365 |
| Moyennes : • Temp. maxi et mini °C • Précipitation mm |         |         |         |         |         |         |       |         |       |         |       |

## Démographie
| 1880 | 1890  | 1900  | 1910  | 1920  | 1930  |
| ---- | ----- | ----- | ----- | ----- | ----- |
| 855  | 1 391 | 1 493 | 2 030 | 1 916 | 3 119 |

| 1940  | 1950  | 1960   | 1970   | 1980   | 1990   |
| ----- | ----- | ------ | ------ | ------ | ------ |
| 2 885 | 4 364 | 16 058 | 37 703 | 48 349 | 56 741 |

| 2000   | 2010   | - | - | - | - |
| ------ | ------ | - | - | - | - |
| 73 345 | 80 968 | - | - | - | - |

## Jumelage
- Quetzaltenango (Guatemala)
- Yotsukaido (Japon)
- Snezhinsk (Russie)

## Traduction
- (en) Cet article est partiellement ou en totalité issu de l’article de Wikipédia en anglais intitulé « Livermore, California » (voir la liste des auteurs).